# Nemzeti Társadalmi Felzárkózási Stratégia
A Nemzeti Társadalmi Felzárkózási Stratégia Magyarország középtávú felzárkózási stratégiája, melyet az Európai Unió tagállamainak a közös uniós keretstratégiájába illeszkedve kellett elkészíteniük. A magyar kormány 2011 novemberében jóváhagyta Nemzeti Társadalmi Felzárkózási Stratégiát (NTFS), amely kezelni próbálja a leszakadó régiók lakosságának problémáját, a gyerekszegénységet és a romák helyzetét Magyarországon. Ezzel egyidőben létrejött kormányhatározat a stratégia céljaihoz intézkedéseket, felelősöket és forrásokat rendelt főleg a gyermekellátás, az oktatás, a foglalkoztatás, az egészségügy, a lakhatás és a diszkrimináció területén. A Stratégia frissítésre került 2014-ben.

## Az NTFS előzményei
A magyarországi cigányság helyzetének javítására a rendszerváltás óta készülnek, kezdetben csak kifejezetten etnikai-kisebbségi megközelítésű, azaz pozitív diszkriminációs programok. Később a részben színvak szakpolitikai irány a cigányság problémáit egyszerre kisebbségi és szociális kérdésként kezeli.
Az NTFS közvetlen előzménye a szintén nemzetközi kezdeményezésű Roma Integráció Évtizede Program 2005-2015 (RIÉP) keretében kidolgozott nemzeti roma stratégia, illetve a gyermekszegénység elleni "Legyen jobb a gyermekeknek!" Nemzeti Stratégia 2007–2032 Az NTFS kidolgozása után a kormány nem vesz részt a RIÉP-ben, annak 2015-től való esetleges folytatásában , helyette a roma felzárkózási programterv beépült az NFT-be, ahol más fejlesztési programok összetett rendszerében igyekezett azt kezelni: a stratégia fókuszában a hátrányos helyzetű területeken, mélyszegénységben élők és a romák állnak.  Bár jelentős az átfedés e csoportok között, az egyértelmű fókusz hiánya nem felel meg az eredeti európai keretstratégiában meghatározottaknak.

## A NTFS tervezése
Az európai keretmegállapodás alapja a kormányközi és nemzetközi szervezetek és roma civilek azonos súlyú jelenléte, ezzel szemben nem volt széles körű roma részvétel a stratégia kialakítása és végrehajtása során. Az egyedüli partnerként bevont intézmény az országos Roma Önkormányzat volt, ami nem tekinthető független intézménynek, hisz nincs önálló bevétele, sem kormányzati kötelezettsége.
A stratégiáról a miniszterelnök először 2011. április 7-én beszélt, az új EU roma program bemutatásakor.
2011. július 13-án a Társadalmi Felzárkózási és Cigányügyi Tárcaközi Bizottság (TFCTB) elfogadta a stratégia összefoglalóját. A bizottság feladata hogy koordinálja és értékelje az NTSF végrehajtását. A TFCTB elnöke a Közigazgatási és Igazságügyi Minisztérium (KIM) társadalmi felzárkózásért felelős államtitkára, tagjai pedig a nemzetgazdasági, a nemzeti fejlesztési, belügyi, a közigazgatási, a vidékfejlesztési, valamint a nemzeti erőforrással foglalkozó tárca államtitkárai, továbbá a Központi Statisztikai Hivatal (KSH) elnöke.
2011. szeptember 26-án interneten és szakmai fórumokon társadalmi vitára bocsátották a dokumentumot. Ugyanezen a napon tartották a Roma Koordinációs Tanács (ROK-T)  alakuló ülését, amelynek feladata a stratégia (utó)véleményezésére terjedt ki. A 27 tagú tanácsnak csupán tizenhárom, roma szervezetek által delegált tagja van, elnöke az igazságügyi miniszter, két alelnöke a KIM két államtitkára. 2011. november 30-án a kormány elfogadta a stratégiát és a hozzá tartozó hároméves cselekvési tervet, melynek újabb változata a Magyar Nemzeti Társadalmi Felzárkózási Stratégia II. 2014 novemberében nyilvános előzetes egyeztetések nélkül frissítésre került.

## A NTFS tartalma
A stratégia a foglalkoztatottságnövelő intézkedései között hangsúlyt kap a segélyezési rendszer reformja valamint a közfoglalkoztatási programok.
A lakhatást célzó fejlesztések a szegregátumok, nyomornegyedek “lakhatóbbá” tételét célozzák, nem pedig azok felszámolását. Az egészségügyi helyzet javítását célzó intézkedések valódi hatása, csekély számuk miatt sokak szerint megkérdőjelezhető.
Az oktatás területén a gyermek 3 éves korától kezdődő kötelező óvodáztatása mellett kiemelt figyelmet fordítanak a tanodák és második esély iskolák támogatására, illetve a korai készségfejlesztő Biztos Kezdet Gyerekházakra. Emellett ösztöndíj programok indulnak a roma tanulók iskolai pályafutásának támogatására, továbbá pénzbeni eszközökkel ösztönzik a pedagógusokat integrációs készségfejlesztő továbbképzéseken való részvételre.

## Az NTFS finanszírozása és monitoringja
A stratégia erőteljesen támaszkodik az Európai Unió által biztosított támogatási lehetőségekre. 
A Nemzeti Társadalmi Felzárkózási Stratégiához kapcsolódó társadalmi folyamatok nyomon követésére alkalmas indikátorrendszer a program negyedik évében még többnyire kidolgozatlan.  
Az indikátorrendszer kidolgozása és kezelése elsősorban a KSH feladatkörébe tartozik. A meglévő adatok alapján évről évre elkészül az ún. nyomon követési jelentés melyben értékelik az intézkedések előrehaladását.